# Джунту
Джунту (на френски: Djountou) е град и община в южна Гвинея, регион Лабе, префектура Лелума. Населението на общината през 2014 година е 17 995 души.